# Scherma ai Giochi della XX Olimpiade - Fioretto a squadre maschile
La competizione del fioretto a squadre maschile  di scherma ai Giochi della XX Olimpiade si tenne nei giorni 1º e 2 settembre 1972 alla Fechthallen I di Monaco di Baviera.

## Programma
| Data         | Round            | Note                 |
| ------------ | ---------------- | -------------------- |
| 1º settembre | 1º turno         | 4 gironi eliminatori |
| 1º settembre | Quarti di finale |                      |
| 2 settembre  | Semifinali       |                      |
| 2 settembre  | Finali           |                      |

## Incontri

### Prima fase
4 gruppi. Le migliori 8 squadre, in base alla percentuale di vittorie/sconfitte e attacchi persi/attacchi persi, avanzano ai quarti di finale.

#### Gruppo A
Classifica
| Pos. | Nazione        | Vittorie | VI | SI | Incontri                  | Incontri           | Incontri          | Incontri |
| Pos. | Nazione        | Vittorie | VI | SI | Germania Ovest (bandiera) | Polonia (bandiera) | Italia (bandiera) |          |
| ---- | -------------- | -------- | -- | -- | ------------------------- | ------------------ | ----------------- | -------- |
| 1    | Germania Ovest | 2        | 20 | 11 | X                         | 8-7                | 12-4              |          |
| 2    | Polonia        | 1        | 18 | 13 | 7-8                       | X                  | 11-5              |          |
| 3    | Italia         | 0        | 9  | 23 | 4-12                      | 5-11               | X                 |          |

Incontri
| Atleti (Vittorie individuali)                                                   | Nazione | VT | VT | Nazione | Atleti (Vittorie individuali)                                                            |
| ------------------------------------------------------------------------------- | ------- | -- | -- | ------- | ---------------------------------------------------------------------------------------- |
| Klaus Reichert (3), Friedrich Wessel (3) Harald Hein (2), Dieter Wellmann (4)   | FRG     | 12 | 4  | ITA     | Stefano Simoncelli (1), Nicola Granieri (2) Arcangelo Pinelli (1), Carlo Montano (0)     |
| Lech Koziejowski (4), Witold Woyda (2) Marek Dąbrowski (3), Jerzy Kaczmarek (2) | POL     | 11 | 5  | ITA     | Arcangelo Pinelli (2), Stefano Simoncelli (2) Alfredo Del Francia (0), Carlo Montano (1) |
| Klaus Reichert (2), Friedrich Wessel (1) Harald Hein (3), Dieter Wellmann (2)   | FRG     | 8  | 7  | POL     | Lech Koziejowski (3), Marek Dąbrowski (3) Jerzy Kaczmarek (1), Arkadiusz Godel (0)       |

#### Gruppo B
Classifica
| Pos. | Nazione       | Vittorie | VI | SI | Incontri           | Incontri        | Incontri                 | Incontri |
| Pos. | Nazione       | Vittorie | VI | SI | Francia (bandiera) | Cuba (bandiera) | Gran Bretagna (bandiera) |          |
| ---- | ------------- | -------- | -- | -- | ------------------ | --------------- | ------------------------ | -------- |
| 1    | Francia       | 2        | 19 | 7  | X                  | 9-1             | 10-6                     |          |
| 2    | Cuba          | 1        | 12 | 14 | 1-9                | X               | 11-5                     |          |
| 3    | Gran Bretagna | 0        | 11 | 21 | 6-10               | 5-11            | X                        |          |

Incontri
| Atleti (Vittorie individuali)                                                        | Nazione | VT | VT | Nazione | Atleti (Vittorie individuali)                                                   |
| ------------------------------------------------------------------------------------ | ------- | -- | -- | ------- | ------------------------------------------------------------------------------- |
| Evelio González (2), Eduardo Jons (4) Jesús Gil Gutiérrez (4), Enrique Salvat (1)    | CUB     | 11 | 5  | GBR     | Tony Power (1), Barry Paul (2) Graham Paul (2), Mike Breckin (0)                |
| Bernard Talvard (4), Gilles Berolatti (4) Jean-Claude Magnan (2), Daniel Revenu (0)  | FRA     | 10 | 6  | GBR     | Tony Power (2), Barry Paul (2) Graham Paul (1), Ian Single (1)                  |
| Christian Noël (3), Bernard Talvard (2) Gilles Berolatti (2), Jean-Claude Magnan (2) | FRA     | 9  | 1  | CUB     | Evelio González (1), Jesús Gil Gutiérrez (0) Jorge Garbey (0), Eduardo Jons (0) |

#### Gruppo C
Classifica
| Pos. | Nazione          | Vittorie | VI | SI | Incontri            | Incontri                    | Incontri               | Incontri |
| Pos. | Nazione          | Vittorie | VI | SI | Giappone (bandiera) | Unione Sovietica (bandiera) | Stati Uniti (bandiera) |          |
| ---- | ---------------- | -------- | -- | -- | ------------------- | --------------------------- | ---------------------- | -------- |
| 1    | Giappone         | 2        | 21 | 11 | X                   | 9-7                         | 12-4                   |          |
| 2    | Unione Sovietica | 1        | 19 | 13 | 7-9                 | X                           | 12-4                   |          |
| 3    | Stati Uniti      | 0        | 8  | 24 | 4-12                | 4-12                        | X                      |          |

Incontri
| Atleti (Vittorie individuali)                                                      | Nazione | VT | VT | Nazione | Atleti (Vittorie individuali)                                                      |
| ---------------------------------------------------------------------------------- | ------- | -- | -- | ------- | ---------------------------------------------------------------------------------- |
| Shiro Maruyama (4), Masaya Fukuda (3) Hiroshi Nakajima (2), Kiyoshi Uehara (3)     | JPN     | 12 | 4  | USA     | Carl Borack (0), John Nonna (3) Tyrone Simmons (1), Joseph Freeman (0)             |
| Vasyl' Stankovyč (3), Viktor Putjatin (2) Leonid Romanov (3), Anatolij Kotešev (4) | URS     | 12 | 4  | USA     | Joseph Freeman (2), Tyrone Simmons (2) John Nonna (0), Martin Davis (0)            |
| Kiyoshi Uehara (2), Masaya Fukuda (2) Shiro Maruyama (2), Ichiro Serizawa (3)      | JPN     | 9  | 7  | URS     | Anatolij Kotešev (3), Leonid Romanov (1) Vladimir Denisov (2), Viktor Putjatin (1) |

#### Gruppo D
Classifica
| Pos. | Nazione  | Vittorie | VI | SI | Incontri            | Incontri           | Incontri          | Incontri          |
| Pos. | Nazione  | Vittorie | VI | SI | Ungheria (bandiera) | Romania (bandiera) | Libano (bandiera) | Canada (bandiera) |
| ---- | -------- | -------- | -- | -- | ------------------- | ------------------ | ----------------- | ----------------- |
| 1    | Ungheria | 3        | 34 | 13 | X                   | 8-7                | 13-3              | 13-3              |
| 2    | Romania  | 2        | 32 | 15 | 7-8                 | X                  | 9-7               | 16-0              |
| 3    | Libano   | 0        | 10 | 22 | 3-13                | 7-9                | X                 | ND                |
| 4    | Canada   | 0        | 3  | 29 | 3-13                | 0-16               | ND                | X                 |

Incontri
| Atleti (Vittorie individuali)                                             | Nazione | VT | VT | Nazione | Atleti (Vittorie individuali)                                            |
| ------------------------------------------------------------------------- | ------- | -- | -- | ------- | ------------------------------------------------------------------------ |
| Sándor Szabó (4), Csaba Fenyvesi (1) László Kamuti (4), István Marton (4) | HUN     | 13 | 3  | LIB     | Ali Chekr (1), Yves Daniel Darricau (1) Fawzi Merhi (0), Ali Sleiman (1) |
| Iuliu Falb (4), Ștefan Haukler (4) Mihai Ţiu (4), Tănase Mureșanu (4)     | ROU     | 16 | 0  | CAN     | Magdy Conyd (0), Herbert Obst (0) Gerry Wiedel (0), Lester Wong (0)      |
| László Kamuti (2), Csaba Fenyvesi (4) Jenő Kamuti (3), Sándor Szabó (4)   | HUN     | 13 | 3  | CAN     | Magdy Conyd (1), Herbert Obst (2) Gerry Wiedel (0), Lester Wong (0)      |
| Aurel Ştefan (2), Iuliu Falb (4) Ștefan Haukler (2), Tănase Mureșanu (1)  | ROU     | 9  | 7  | LIB     | Ali Chekr (1), Yves Daniel Darricau (3) Fawzi Merhi (2), Ali Sleiman (1) |
| Sándor Szabó (3), László Kamuti (2) Csaba Fenyvesi (1), István Marton (2) | HUN     | 8  | 7  | ROU     | Ștefan Haukler (2), Mihai Ţiu (4) Iuliu Falb (1), Aurel Ştefan (0)       |

### Eliminazione diretta
|  | Quarti di finale | Quarti di finale | Quarti di finale |                  |                  | Semifinali       | Semifinali | Semifinali |         |                 | Finale          | Finale          | Finale |  |
|  |                  |                  |                  |                  |                  |                  |            |            |         |                 |                 |                 |        |  |
|  | Polonia          | Polonia          | 9                |                  |                  |                  |            |            |         |                 |                 |                 |        |  |
|  | Polonia          | Polonia          | 9                |                  |                  |                  |            |            |         |                 |                 |                 |        |  |
|  | Giappone         | Giappone         | 5                |                  |                  |                  |            |            |         |                 |                 |                 |        |  |
|  | Giappone         | Giappone         | 5                |                  | Polonia          | Polonia          | 8          |            |         |                 |                 |                 |        |  |
|  |                  |                  |                  |                  | Polonia          | Polonia          | 8          |            |         |                 |                 |                 |        |  |
|  |                  |                  | Ungheria         | Ungheria         | 7                |                  |            |            |         |                 |                 |                 |        |  |
|  | Ungheria         | Ungheria         | Ungheria         | Ungheria         | 7                | 9                |            |            |         |                 |                 |                 |        |  |
|  | Ungheria         | Ungheria         |                  |                  |                  |                  |            |            |         |                 |                 |                 |        |  |
|  | Cuba             | Cuba             | 6                |                  |                  |                  |            |            |         |                 |                 |                 |        |  |
|  | Cuba             | Cuba             | 6                |                  | Polonia          | Polonia          | 9          |            |         |                 |                 |                 |        |  |
|  |                  |                  |                  |                  |                  |                  |            |            |         |                 |                 |                 |        |  |
|  |                  |                  | Unione Sovietica | Unione Sovietica | 5                |                  |            |            |         |                 |                 |                 |        |  |
|  | Unione Sovietica | Unione Sovietica | Unione Sovietica | Unione Sovietica | 5                | 9                |            |            |         |                 |                 |                 |        |  |
|  | Unione Sovietica | Unione Sovietica |                  |                  |                  | 9                |            |            |         |                 |                 |                 |        |  |
|  | Germania Ovest   | Germania Ovest   | 6                |                  |                  |                  |            |            |         |                 |                 |                 |        |  |
|  | Germania Ovest   | Germania Ovest   | 6                |                  | Unione Sovietica | Unione Sovietica | 9          |            |         | Finale 3º posto | Finale 3º posto | Finale 3º posto |        |  |
|  |                  |                  |                  |                  | Unione Sovietica | Unione Sovietica | 9          |            |         |                 |                 |                 |        |  |
|  |                  |                  | Francia          | Francia          | 6                |                  |            |            |         |                 |                 |                 |        |  |
|  | Francia          | Francia          | Francia          | Francia          | 6                | 9                |            |            | Francia | Francia         | 9               |                 |        |  |
|  | Francia          | Francia          |                  |                  |                  |                  |            |            | Francia | Francia         | 9               |                 |        |  |
|  | Romania          | Romania          | 6                |                  |                  | Ungheria         | Ungheria   | 7          |         |                 |                 |                 |        |  |

|  | Semifinali 5º posto | Semifinali 5º posto | Semifinali 5º posto |          |                | Finale 5º posto | Finale 5º posto | Finale 5º posto |  |
|  |                     |                     |                     |          |                |                 |                 |                 |  |
|  | Germania Ovest      | Germania Ovest      | 9                   |          |                |                 |                 |                 |  |
|  | Germania Ovest      | Germania Ovest      | 9                   |          |                |                 |                 |                 |  |
|  | Romania             | Romania             | 3                   |          |                |                 |                 |                 |  |
|  | Romania             | Romania             | 3                   |          | Germania Ovest | Germania Ovest  | 9               |                 |  |
|  |                     |                     |                     |          | Germania Ovest | Germania Ovest  | 9               |                 |  |
|  |                     |                     | Giappone            | Giappone | 7              |                 |                 |                 |  |
|  | Giappone            | Giappone            | Giappone            | Giappone | 7              | 9               |                 |                 |  |
|  | Giappone            | Giappone            |                     |          |                |                 |                 |                 |  |
|  | Cuba                | Cuba                | 6                   |          |                |                 |                 |                 |  |

#### Quarti di finale
| Atleti (Vittorie individuali)                                                        | Nazione | VT | VT | Nazione | Atleti (Vittorie individuali)                                                     |
| ------------------------------------------------------------------------------------ | ------- | -- | -- | ------- | --------------------------------------------------------------------------------- |
| Witold Woyda (2), Lech Koziejowski (4) Marek Dąbrowski (2), Jerzy Kaczmarek (1)      | POL     | 9  | 5  | JPN     | Masaya Fukuda (1), Ichiro Serizawa (2) Shiro Maruyama (2), Kiyoshi Uehara (0)     |
| Sándor Szabó (2), István Marton (3) Csaba Fenyvesi (2), Jenő Kamuti (2)              | HUN     | 9  | 6  | CUB     | Evelio González (1), Enrique Salvat (2) Jesús Gil Gutiérrez (1), Eduardo Jons (2) |
| Vasyl' Stankovyč (3), Anatolij Kotešev (3) Viktor Putjatin (2), Vladimir Denisov (1) | URS     | 9  | 6  | FRG     | Klaus Reichert (1), Harald Hein (4) Dieter Wellmann (1), Friedrich Wessel (0)     |
| Daniel Revenu (2), Christian Noël (2) Gilles Berolatti (4), Jean-Claude Magnan (1)   | FRA     | 9  | 6  | ROU     | Mihai Ţiu (2), Tănase Mureșanu (3) Ștefan Haukler (1), Iuliu Falb (0)             |

#### Semifinali
| Atleti (Vittorie individuali)                                                        | Nazione | VT | VT | Nazione | Atleti (Vittorie individuali)                                                     |
| ------------------------------------------------------------------------------------ | ------- | -- | -- | ------- | --------------------------------------------------------------------------------- |
| Klaus Reichert (3), Harald Hein (1) Erk Sens-Gorius (2), Friedrich Wessel (3)        | FRG     | 9  | 3  | ROU     | Mihai Ţiu (2), Ștefan Haukler (1) Tănase Mureșanu (0), Iuliu Falb (0)             |
| Shiro Maruyama (3), Hiroshi Nakajima (3) Ichiro Serizawa (3), Masaya Fukuda (0)      | JPN     | 9  | 6  | CUB     | Eduardo Jons (2), Jesús Gil Gutiérrez (2) Evelio González (1), Enrique Salvat (1) |
| Lech Koziejowski (2), Witold Woyda (2) Marek Dąbrowski (2), Jerzy Kaczmarek (2)      | POL     | 8  | 7  | HUN     | Sándor Szabó (3), István Marton (4) Jenő Kamuti (0), Csaba Fenyvesi (0)           |
| Vasyl' Stankovyč (4), Anatolij Kotešev (2) Vladimir Denisov (3), Viktor Putjatin (0) | URS     | 9  | 6  | FRA     | Daniel Revenu (1), Christian Noël (3) Bernard Talvard (2), Gilles Berolatti (0)   |

### Finali
| Atleti (Vittorie individuali)                                                     | Nazione         | VT              | VT              | Nazione         | Atleti (Vittorie individuali)                                                       |
| Finale 5º posto                                                                   | Finale 5º posto | Finale 5º posto | Finale 5º posto | Finale 5º posto | Finale 5º posto                                                                     |
| --------------------------------------------------------------------------------- | --------------- | --------------- | --------------- | --------------- | ----------------------------------------------------------------------------------- |
| Erk Sens-Gorius (3), Harald Hein (3) Friedrich Wessel (3), Dieter Wellmann (0)    | FRG             | 9               | 7               | JPN             | Hiroshi Nakajima (2), Shiro Maruyama (2) Shiro Maruyama (2), Shiro Maruyama (1)     |
| Finale per il bronzo                                                              |                 |                 |                 |                 |                                                                                     |
| Daniel Revenu (2), Christian Noël (2) Bernard Talvard (1), Jean-Claude Magnan (4) | FRA             | 9               | 7               | HUN             | Sándor Szabó (2), László Kamuti (1) Jenő Kamuti (2), István Marton (2)              |
| Finale per l'oro                                                                  |                 |                 |                 |                 |                                                                                     |
| Witold Woyda (4), Lech Koziejowski (3) Jerzy Kaczmarek (1), Marek Dąbrowski (1)   | POL             | 9               | 5               | URS             | Vasyl' Stankovyč (2), Vladimir Denisov (1) Leonid Romanov (2), Anatolij Kotešev (0) |